# Amtsgericht Coesfeld

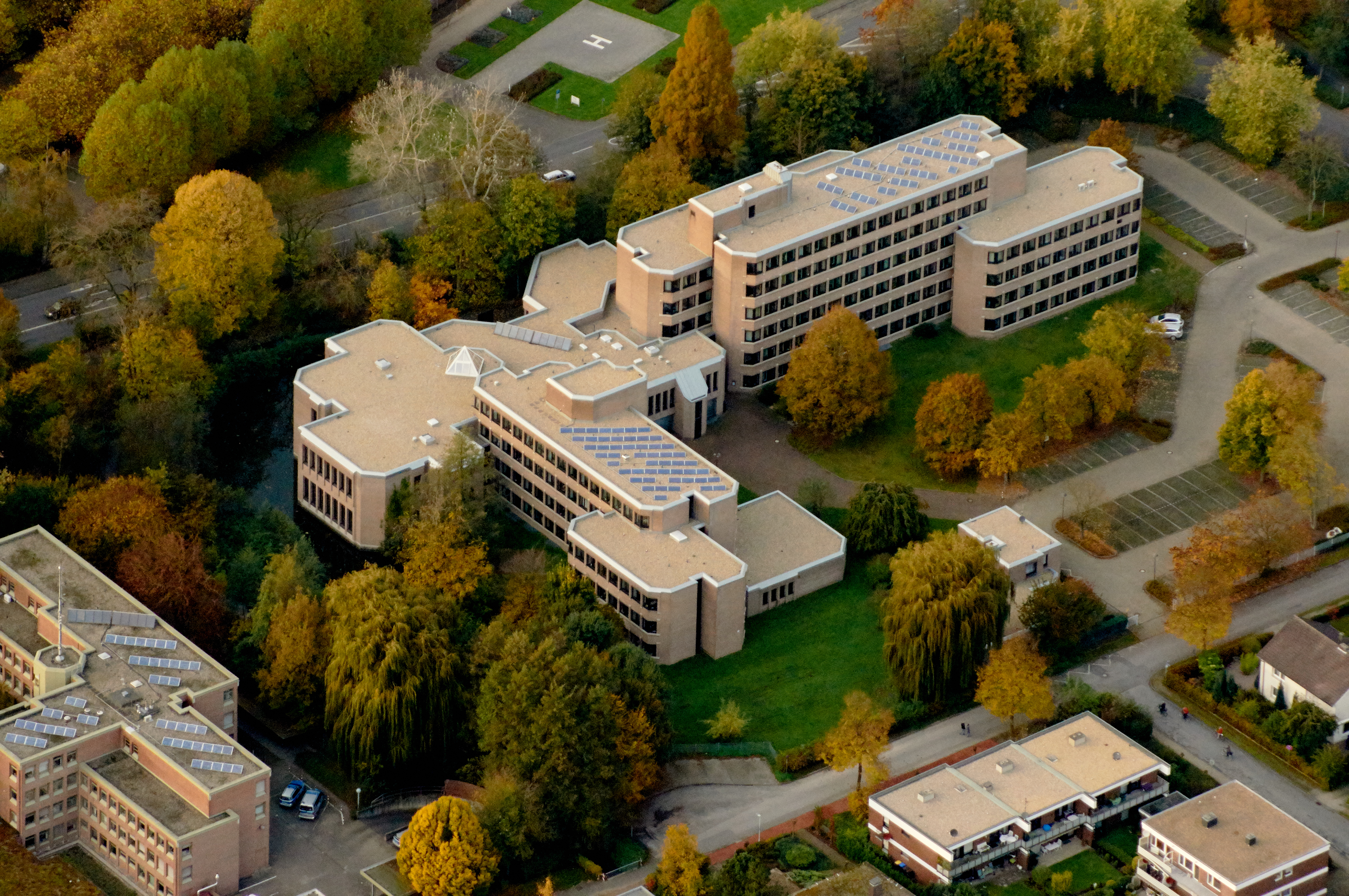
Gebäude des Amtsgerichtes und des Finanzamtes Coesfeld (2014)

Coesfeld ist Sitz des Amtsgerichtes Coesfeld, das für die Städte Billerbeck und Coesfeld sowie für die Gemeinden Havixbeck, Nottuln und Rosendahl im Kreis Coesfeld zuständig ist. In dem 465 km² großen Gerichtsbezirk leben rund 91.000 Menschen. Außerdem ist das Amtsgericht Coesfeld für die Landwirtschaftssachen der Amtsgerichtsbezirke Coesfeld und Dülmen zuständig. Ebenfalls hält das Arbeitsgericht Bocholt hier Gerichtstage ab.

## Übergeordnete Gerichte
Das dem Amtsgericht Coesfeld übergeordnete Landgericht ist das Landgericht Münster, das wiederum dem Oberlandesgericht Hamm untersteht.

## Geschichte
In Coesfeld bestand seit 1849 das Kreisgericht Coesfeld. Im Rahmen der Reichsjustizgesetze wurden 1879 reichsweit einheitlich Oberlandes-, Land- und Amtsgerichte gebildet. Das königlich preußische Amtsgericht Coesfeld wurde mit Wirkung zum 1. Oktober 1879 als eines von 22 Amtsgerichten im Bezirk des Landgerichtes Münster im Bezirk des Oberlandesgerichtes Hamm gebildet. Der Sitz des Gerichtes war die Stadt Coesfeld. Sein Gerichtsbezirk umfasste den Kreis Coesfeld außer dem Teil, der dem Amtsgericht Dülmen (dies waren der Stadtbezirk Dülmen und die Ämter Buldern und Dülmen) und dem Amtsgericht Haltern (dies waren der Stadtbezirk Haltern und das Amt Haltern) zugeordnet war. 
Am Gericht bestanden 1880 zwei Richterstellen. Das Amtsgericht war damit ein mittelgroßes Amtsgericht im Landgerichtsbezirk. Gerichtstage wurden in Billerbeck gehalten.

## Richter

### Direktoren
- Hübner seit 1955
- Albeny seit 1956

### Amtsrichter bzw. Amtsgerichtsräte
- Heitmann I, Eduard (1879–1897)
- Offenberg, Theod. (1879–1890)
- Steinbicker (1890–1904)
- Niesert, Max GehJR (1897–1913)
- Hortmann Geh JR (1904–1919)
- Rebber (1915–1946, ab 1936 OAR)
- Bauer (1921/1922)
- Tillmann (1923–1938)
- Rosengarth (1935–1942)
- Weglau (1939–1947)
- Große-Wentrup seit 1942
- Hübner (1946–1955, seit 1955 AGDir.)
- Alberty (1949–1956, seit 1956, AGDir.)
- Northoff seit 1952
- Wigge seit 1956[3]